# 克拉斯納 (納德沃爾納亞區)
48°34′35″N 24°41′53″E / 48.57639°N 24.69806°E
克拉斯納（烏克蘭語：Красна），是烏克蘭的村落，位於該國西部伊萬諾-弗蘭科夫斯克州，由納德沃爾納亞區負責管轄，處於克拉斯納河畔，始建於1456年，面積28.2平方公里，2001年人口3,226。